# Lista câștigătorilor Cupei Angliei

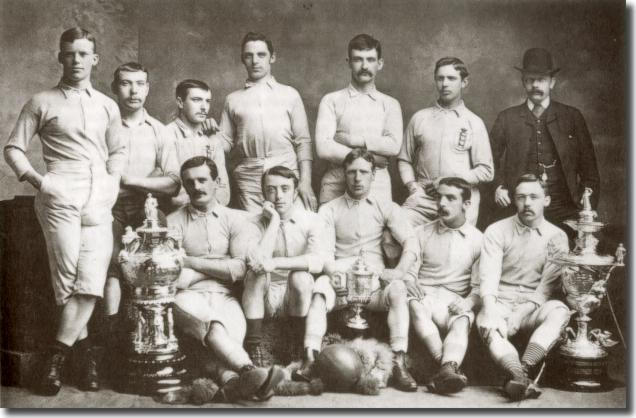
Echipa Blackburn Rovers a câștigat pentru prima dată Cupei Angliei, cea din 1884. Căpitanul James Brown (rândul din față, centru) ține trofeul.

Cupa Angliei sau Cupa FA (engleză The Football Association Challenge Cup) este o competiție în sistem eliminatoriu din sistemul fotbalistic englez organizată și numită după Asociația de Fotbal din Anglia. Este cea mai veche competiție de fotbal din lume, debutând cu sezonul 1871–72. La competiție pot lua parte toate echipele din primele zece eșaloane din sistemul fotbalistic englez, deși stadionul echipei gazde trebuie să îndeplinească câteva criterii pentru ca echipa să fie acceptată.  În luna mai are loc finala cupei, recunoscută ca un spectacol final al sezonului englez de fotbal.
Arsenal este echipa care are cele mai multe cupe în palmares, paisprezece, urmată de Manchester United cu treisprezece, Chelsea, Liverpool și Tottenham Hotspur cu câte opt.  Unele echipe au câștigat trofeul în două sau mai multe sezoane la rând în opt ocazii, iar trei echipe, Wanderers, Blackburn Rovers și Tottenham Hotspur au câștigat mai multe finale la rând.
Deținătoarea trofeului este Crystal Palace care a învins-o pe Manchester City în finala din 2025.

## Istorie
Prima campioană a fost Wanderers, o echipă formată din tineri din Londra, care a mai câștigat alte cinci ediții din șapte.  Primele echipe care au triumfat în competiția erau formate din amatori bogați din sudul Angliei.. În 1883, Blackburn Olympic devine prima echipă din nord care câștigă cupa, în fața celor de la Old Etonians. Până la revenirea în Blackburn, căpitanul Albert Warburton a declarat: „Cupa este bine primită în Lancashire. Va fi bine păzită și nu se va mai întoarce niciodată în Londra.”
Odată cu apariția primelor cluburi profesioniste de fotbal, cele de amatori și-au pierdut din importanță.  Primele cluburi profesioniste au format The Football League în 1888.  De atunci, o singură echipă care nu juca era membră a unei ligi profesioniste si a câștigat cupa. Tottenham Hotspur, care juca în Southern League, a învins-o pe Sheffield United din The Football League în finala din 1901.  Un an mai târziu Sheffield United a ajuns din nou în finală pe care a și câștigat-o. Cupa a rămas în vitrinele echipelor din nord, până în 1921, când Tottenham l-a cucerit pentru a doua oară. Echipa Cardiff City, care deși este din Țara Galilor joacă în Liga Engleză de Fotbal, este singura din afara Angliei care obținut cupa (cea din 1927).  Echipa scoțiană Queens Park a ajuns de două ori în finalele primelor ediții ale competiției.
Newcastle United s-a bucurat de o scurtă perioadă de dominare în anii '50, câștigând trofeul de trei ori în cinci ani,  iar în anii '60, Tottenham Hotspur a cucerit trei trofee din șapte. Aceasta a marcat începutul unei perioade de succes pentru cluburile londoneze, ieșind învingătoare în 11  finale din 22 .  Echipele din a doua ligă engleză, numită atunci Second Division, au deținut trofeul între anii 1973 și 1980, printre care Sunderland în 1973, Southampton în 1976, și West Ham United în 1980, ultima victorie într-o finală pentru cele din afara primei ligi.  De la triumful neașteptat al celor de la Wimbledon în 1988, așa numitul „Big Four”, din care fac parte Manchester United, Liverpool, Arsenal și Chelsea, și-au adjudecat trofeul de 19 ori din 23 posibile. În ultimele finale jucate pe Wembley, Chelsea are cele mai multe cupe câștigate, șase.

## Finala
Până în 1999, egalul într-o finală ducea la rejucarea meciului; de atunci partida se decide în prelungiri și dacă scorul este tot egal la loviturile de la 11 m.  Cupa a fost decisă la penalty-uri în finalele din 2005, 2006 și 2022. Competiția nu s-a disputat în timpul Primului Război Mondial și Cel de-al Doilea Război Mondial în afară de sezonul 1914–1915, care a fost finalizat, și sezonul 1939–1940, care a fost abandonat în timpul calificărilor.

### Legendă
| (R)      | Rejucare                                                               |
| *        | Meci finalizat după prelungiri                                         |
| †        | Meci decis prin lovituri de la 11 m după prelungiri                    |
| Îngroșat | Câștigătoarea a realizat eventul                                       |
| Aplecat  | Echipe care nu făceau parte din eșalonul de elită în sezonul respectiv |

Toate echipele sunt engleze, cu excepția celor care sunt marcate ca scoțiene () sau din Țara Galilor ().

### Rezultate
| Sezon     | Campioană               | Scor   | Finalistă               | Stadion                      | Spectatori      |
| --------- | ----------------------- | ------ | ----------------------- | ---------------------------- | --------------- |
| 1871–1872 | Wanderers               | 1–0    | Royal Engineers         | Kennington Oval              | 2.000           |
| 1872–1873 | Wanderers               | 2–0    | Oxford University       | Lillie Bridge                | 3.000           |
| 1873–1874 | Oxford University       | 2–0    | Royal Engineers         | Kennington Oval              | 2.000           |
| 1874–1875 | Royal Engineers         | †1–1 * | Old Etonians            | Kennington Oval              | 2.000           |
| (R)       | Royal Engineers         | 2–0    | Old Etonians            | Kennington Oval              | 3.000           |
| 1875–1876 | Wanderers               | †1–1 * | Old Etonians            | Kennington Oval              | 3.500           |
| (R)       | Wanderers               | 3–0    | Old Etonians            | Kennington Oval              | 1.500           |
| 1876–1877 | Wanderers               | †2–1 * | Oxford University       | Kennington Oval              | 3.000           |
| 1877–1878 | Wanderers               | 3–1    | Royal Engineers         | Kennington Oval              | 4.500           |
| 1878–1879 | Old Etonians            | 1–0    | Clapham Rovers          | Kennington Oval              | 5.000           |
| 1879–1880 | Clapham Rovers          | 1–0    | Oxford University       | Kennington Oval              | 6.000           |
| 1880–1881 | Old Carthusians         | 3–0    | Old Etonians            | Kennington Oval              | 4.000           |
| 1881–1882 | Old Etonians            | 1–0    | Blackburn Rovers        | Kennington Oval              | 6.500           |
| 1882–1883 | Blackburn Olympic       | †2–1 * | Old Etonians            | Kennington Oval              | 8.000           |
| 1883–1884 | Blackburn Rovers        | 2–1    | Queen's Park            | Kennington Oval              | 4.000           |
| 1884–1885 | Blackburn Rovers        | 2–0    | Queen's Park            | Kennington Oval              | 12.500          |
| 1885–1886 | Blackburn Rovers        | 0–0    | West Bromwich Albion    | Kennington Oval              | 15.000          |
| (R)       | Blackburn Rovers        | 2–0    | West Bromwich Albion    | Racecourse Ground            | 12.000          |
| 1886–1887 | Aston Villa             | 2–0    | West Bromwich Albion    | Kennington Oval              | 15.500          |
| 1887–1888 | West Bromwich Albion    | 2–1    | Preston North End       | Kennington Oval              | 19.000          |
| 1888–1889 | Preston North End       | 3–0    | Wolverhampton Wanderers | Kennington Oval              | 22.000          |
| 1889–1890 | Blackburn Rovers        | 6–1    | The Wednesday           | Kennington Oval              | 20.000          |
| 1890–1891 | Blackburn Rovers        | 3–1    | Notts County            | Kennington Oval              | 23.000          |
| 1891–1892 | West Bromwich Albion    | 3–0    | Aston Villa             | Kennington Oval              | 32.810          |
| 1892–1893 | Wolverhampton Wanderers | 1–0    | Everton                 | Fallowfield Stadium          | 45.000          |
| 1893–1894 | Notts County            | 4–1    | Bolton Wanderers        | Goodison Park                | 37.000          |
| 1894–1895 | Aston Villa             | 1–0    | West Bromwich Albion    | Crystal Palace               | 42.560          |
| 1895–1896 | The Wednesday           | 2–1    | Wolverhampton Wanderers | Crystal Palace               | 48.836          |
| 1896–1897 | Aston Villa             | 3–2    | Everton                 | Crystal Palace               | 65.891          |
| 1897–1898 | Nottingham Forest       | 3–1    | Derby County            | Crystal Palace               | 62.017          |
| 1898–1899 | Sheffield United        | 4–1    | Derby County            | Crystal Palace               | 73.833          |
| 1899–1900 | Bury                    | 4–0    | Southampton             | Crystal Palace               | 68.945          |
| 1900–1901 | Tottenham Hotspur       | 2–2    | Sheffield United        | Crystal Palace               | 110.820         |
| (R)       | Tottenham Hotspur       | 3–1    | Sheffield United        | Burnden Park                 | 20.470          |
| 1901–1902 | Sheffield United        | 1–1    | Southampton             | Crystal Palace               | 76.914          |
| (R)       | Sheffield United        | 2–1    | Southampton             | Crystal Palace               | 33.068          |
| 1902–1903 | Bury                    | 6–0    | Derby County            | Crystal Palace               | 63.102          |
| 1903–1904 | Manchester City         | 1–0    | Bolton Wanderers        | Crystal Palace               | 61.374          |
| 1904–1905 | Aston Villa             | 2–0    | Newcastle United        | Crystal Palace               | 101.117         |
| 1905–1906 | Everton                 | 1–0    | Newcastle United        | Crystal Palace               | 75.609          |
| 1906–1907 | The Wednesday           | 2–1    | Everton                 | Crystal Palace               | 84.594          |
| 1907–1908 | Wolverhampton Wanderers | 3–1    | Newcastle United        | Crystal Palace               | 74.697          |
| 1908–1909 | Manchester United       | 1–0    | Bristol City            | Crystal Palace               | 71.401          |
| 1909–1910 | Newcastle United        | 1–1    | Barnsley                | Crystal Palace               | 77,747          |
| (R)       | Newcastle United        | 2–0    | Barnsley                | Goodison Park                | 69.000          |
| 1910–1911 | Bradford City           | 0–0    | Newcastle United        | Crystal Palace               | 69.068          |
| (R)       | Bradford City           | 1–0    | Newcastle United        | Old Trafford                 | 58.000          |
| 1911–1912 | Barnsley                | 0–0    | West Bromwich Albion    | Crystal Palace               | 54,556          |
| (R)       | Barnsley                | †1–0*  | West Bromwich Albion    | Bramall Lane                 | 38,555          |
| 1912–1913 | Aston Villa             | 1–0    | Sunderland              | Crystal Palace               | 121.919         |
| 1913–1914 | Burnley                 | 1–0    | Liverpool               | Crystal Palace               | 72.778          |
| 1914–1915 | Sheffield United        | 3–0    | Chelsea                 | Old Trafford                 | 49.557          |
| 1919–1920 | Aston Villa             | †1–0 * | Huddersfield Town       | Stamford Bridge              | 50.018          |
| 1920–1921 | Tottenham Hotspur       | 1–0    | Wolverhampton Wanderers | Stamford Bridge              | 72.805          |
| 1921–1922 | Huddersfield Town       | 1–0    | Preston North End       | Stamford Bridge              | 53.000          |
| 1922–1923 | Bolton Wanderers        | 2–0    | West Ham United         | Stadionul Wembley (original) | 126.047[A]      |
| 1923–1924 | Newcastle United        | 2–0    | Aston Villa             | Stadionul Wembley (original) | 91.695          |
| 1924–1925 | Sheffield United        | 1–0    | Cardiff City            | Stadionul Wembley (original) | 91.763          |
| 1925–1926 | Bolton Wanderers        | 1–0    | Manchester City         | Stadionul Wembley (original) | 91.447          |
| 1926–1927 | Cardiff City            | 1–0    | Arsenal                 | Stadionul Wembley (original) | 91.206          |
| 1927–1928 | Blackburn Rovers        | 3–1    | Huddersfield Town       | Stadionul Wembley (original) | 92,041          |
| 1928–1929 | Bolton Wanderers        | 2–0    | Portsmouth              | Stadionul Wembley (original) | 92.576          |
| 1929–1930 | Arsenal                 | 2–0    | Huddersfield Town       | Stadionul Wembley (original) | 92,488          |
| 1930–1931 | West Bromwich Albion    | 2–1    | Birmingham              | Stadionul Wembley (original) | 92.406          |
| 1931–1932 | Newcastle United        | 2–1    | Arsenal                 | Stadionul Wembley (original) | 92.298          |
| 1932–1933 | Everton                 | 3–0    | Manchester City         | Stadionul Wembley (original) | 92.950          |
| 1933–1934 | Manchester City         | 2–1    | Portsmouth              | Stadionul Wembley (original) | 93.258          |
| 1934–1935 | Sheffield Wednesday     | 4–2    | West Bromwich Albion    | Stadionul Wembley (original) | 93,204          |
| 1935–1936 | Arsenal                 | 1–0    | Sheffield United        | Stadionul Wembley (original) | 93.384          |
| 1936–1937 | Sunderland              | 3–1    | Preston North End       | Stadionul Wembley (original) | 93.495          |
| 1937–1938 | Preston North End       | †1–0 * | Huddersfield Town       | Stadionul Wembley (original) | 93.497          |
| 1938–1939 | Portsmouth              | 4–1    | Wolverhampton Wanderers | Stadionul Wembley (original) | 99.370          |
| 1945–1946 | Derby County            | †4–1 * | Charlton Athletic       | Stadionul Wembley (original) | 98.000          |
| 1946–1947 | Charlton Athletic       | †1–0 * | Burnley                 | Stadionul Wembley (original) | 99.000          |
| 1947–1948 | Manchester United       | 4–2    | Blackpool               | Stadionul Wembley (original) | 99.000          |
| 1948–1949 | Wolverhampton Wanderers | 3–1    | Leicester City          | Stadionul Wembley (original) | 99.000          |
| 1949–1950 | Arsenal                 | 2–0    | Liverpool               | Stadionul Wembley (original) | 100.000         |
| 1950–1951 | Newcastle United        | 2–0    | Blackpool               | Stadionul Wembley (original) | 100.000         |
| 1951–1952 | Newcastle United        | 1–0    | Arsenal                 | Stadionul Wembley (original) | 100.000         |
| 1952–1953 | Blackpool               | 4–3    | Bolton Wanderers        | Stadionul Wembley (original) | 100.000         |
| 1953–1954 | West Bromwich Albion    | 3–2    | Preston North End       | Stadionul Wembley (original) | 100.000         |
| 1954–1955 | Newcastle United        | 3–1    | Manchester City         | Stadionul Wembley (original) | 100.000         |
| 1955–1956 | Manchester City         | 3–1    | Birmingham City         | Stadionul Wembley (original) | 100.000         |
| 1956–1957 | Aston Villa             | 2–1    | Manchester United       | Stadionul Wembley (original) | 100.000         |
| 1957–1958 | Bolton Wanderers        | 2–0    | Manchester United       | Stadionul Wembley (original) | 100.000         |
| 1958–1959 | Nottingham Forest       | 2–1    | Luton Town              | Stadionul Wembley (original) | 100.000         |
| 1959–1960 | Wolverhampton Wanderers | 3–0    | Blackburn Rovers        | Stadionul Wembley (original) | 100.000         |
| 1960–1961 | Tottenham Hotspur       | 2–0    | Leicester City          | Stadionul Wembley (original) | 100.000         |
| 1961–1962 | Tottenham Hotspur       | 3–1    | Burnley                 | Stadionul Wembley (original) | 100.000         |
| 1962–1963 | Manchester United       | 3–1    | Leicester City          | Stadionul Wembley (original) | 100.000         |
| 1963–1964 | West Ham United         | 3–2    | Preston North End       | Stadionul Wembley (original) | 100.000         |
| 1964–1965 | Liverpool               | †2–1 * | Leeds United            | Stadionul Wembley (original) | 100.000         |
| 1965–1966 | Everton                 | 3–2    | Sheffield Wednesday     | Stadionul Wembley (original) | 100.000         |
| 1966–1967 | Tottenham Hotspur       | 2–1    | Chelsea                 | Stadionul Wembley (original) | 100.000         |
| 1967–1968 | West Bromwich Albion    | †1–0 * | Everton                 | Stadionul Wembley (original) | 100.000         |
| 1968–1969 | Manchester City         | 1–0    | Leicester City          | Stadionul Wembley (original) | 100.000         |
| 1969–1970 | Chelsea                 | †2–2 * | Leeds United            | Stadionul Wembley (original) | 100.000         |
| (R)       | Chelsea                 | †2–1*  | Leeds United            | Old Trafford                 | 62.078          |
| 1970–1971 | Arsenal                 | †2–1 * | Liverpool               | Stadionul Wembley (original) | 100.000         |
| 1971–1972 | Leeds United            | 1–0    | Arsenal                 | Stadionul Wembley (original) | 100.000         |
| 1972–1973 | Sunderland              | 1–0    | Leeds United            | Stadionul Wembley (original) | 100.000         |
| 1973–1974 | Liverpool               | 3–0    | Newcastle United        | Stadionul Wembley (original) | 100.000         |
| 1974–1975 | West Ham United         | 2–0    | Fulham                  | Stadionul Wembley (original) | 100.000         |
| 1975–1976 | Southampton             | 1–0    | Manchester United       | Stadionul Wembley (original) | 100.000         |
| 1976–1977 | Manchester United       | 2–1    | Liverpool               | Stadionul Wembley (original) | 100.000         |
| 1977–1978 | Ipswich Town            | 1–0    | Arsenal                 | Stadionul Wembley (original) | 100.000         |
| 1978–1979 | Arsenal                 | 3–2    | Manchester United       | Stadionul Wembley (original) | 100.000         |
| 1979–1980 | West Ham United         | 1–0    | Arsenal                 | Stadionul Wembley (original) | 100.000         |
| 1980–1981 | Tottenham Hotspur       | †1–1 * | Manchester City         | Stadionul Wembley (original) | 100.000         |
| (R)       | Tottenham Hotspur       | 3–2    | Manchester City         | Stadionul Wembley (original) | 92.000          |
| 1981–1982 | Tottenham Hotspur       | †1–1 * | Queens Park Rangers     | Stadionul Wembley (original) | 100.000         |
| (R)       | Tottenham Hotspur       | 1–0    | Queens Park Rangers     | Stadionul Wembley (original) | 90.000          |
| 1982–1983 | Manchester United       | †2–2 * | Brighton & Hove Albion  | Stadionul Wembley (original) | 100.000         |
| (R)       | Manchester United       | 4–0    | Brighton & Hove Albion  | Stadionul Wembley (original) | 100.000         |
| 1983–1984 | Everton                 | 2–0    | Watford                 | Stadionul Wembley (original) | 100.000         |
| 1984–1985 | Manchester United       | †1–0 * | Everton                 | Stadionul Wembley (original) | 100.000         |
| 1985–1986 | Liverpool               | 3–1    | Everton                 | Stadionul Wembley (original) | 98.000          |
| 1986–1987 | Coventry City           | †3–2 * | Tottenham Hotspur       | Stadionul Wembley (original) | 98.000          |
| 1987–1988 | Wimbledon               | 1–0    | Liverpool               | Stadionul Wembley (original) | 98.203          |
| 1988–1989 | Liverpool               | †3–2 * | Everton                 | Stadionul Wembley (original) | 82.000          |
| 1989–1990 | Manchester United       | †3–3 * | Crystal Palace          | Stadionul Wembley (original) | 80.000          |
| (R)       | Manchester United       | 1–0    | Crystal Palace          | Stadionul Wembley (original) | 80.000          |
| 1990–1991 | Tottenham Hotspur       | †2–1 * | Nottingham Forest       | Stadionul Wembley (original) | 80.000          |
| 1991–1992 | Liverpool               | 2–0    | Sunderland              | Stadionul Wembley (original) | 80.000          |
| 1992–1993 | Arsenal                 | †1–1 * | Sheffield Wednesday     | Stadionul Wembley (original) | 79.347          |
| (R)       | Arsenal                 | †2–1 * | Sheffield Wednesday     | Stadionul Wembley (original) | 62.267          |
| 1993–1994 | Manchester United       | 4–0    | Chelsea                 | Stadionul Wembley (original) | 79.634          |
| 1994–1995 | Everton                 | 1–0    | Manchester United       | Stadionul Wembley (original) | 79.592          |
| 1995–1996 | Manchester United       | 1–0    | Liverpool               | Stadionul Wembley (original) | 79.007          |
| 1996–1997 | Chelsea                 | 2–0    | Middlesbrough           | Stadionul Wembley (original) | 79.160          |
| 1997–1998 | Arsenal                 | 2–0    | Newcastle United        | Stadionul Wembley (original) | 79.183          |
| 1998–1999 | Manchester United       | 2–0    | Newcastle United        | Stadionul Wembley (original) | 79.101          |
| 1999–2000 | Chelsea                 | 1–0    | Aston Villa             | Stadionul Wembley (original) | 78.217          |
| 2000–2001 | Liverpool               | 2–1    | Arsenal                 | Millennium Stadium           | 72.000          |
| 2001–2002 | Arsenal                 | 2–0    | Chelsea                 | Millennium Stadium           | 73.963          |
| 2002–2003 | Arsenal                 | 1–0    | Southampton             | Millennium Stadium           | 73.726          |
| 2003–2004 | Manchester United       | 3–0    | Millwall                | Millennium Stadium           | 71.350          |
| 2004–2005 | Arsenal                 | †0–0 † | Manchester United       | Millennium Stadium           | 71.876          |
| 2005–2006 | Liverpool               | †3–3 † | West Ham United         | Millennium Stadium           | 71.140          |
| 2006–2007 | Chelsea                 | †1–0 * | Manchester United       | Stadionul Wembley (nou)      | 89.826          |
| 2007–2008 | Portsmouth              | 1–0    | Cardiff City            | Stadionul Wembley (nou)      | 89.874          |
| 2008–2009 | Chelsea                 | 2–1    | Everton                 | Stadionul Wembley (nou)      | 89.391          |
| 2009–2010 | Chelsea                 | 1–0    | Portsmouth              | Stadionul Wembley (nou)      | 88.335          |
| 2010–2011 | Manchester City         | 1–0    | Stoke City              | Stadionul Wembley (nou)      | 88.643          |
| 2011–2012 | Chelsea                 | 2–1    | Liverpool               | Stadionul Wembley (nou)      | 89.041          |
| 2012–2013 | Wigan Athletic          | 1–0    | Manchester City         | Stadionul Wembley (nou)      | 86.254          |
| 2013–2014 | Arsenal                 | 3-2    | Hull                    | Stadionul Wembley (nou)      | 89.345          |
| 2014–2015 | Arsenal                 | 4–0    | Aston Villa             | Stadionul Wembley (nou)      | 89.283          |
| 2015–2016 | Manchester United       | 02–1 * | Crystal Palace          | Stadionul Wembley (nou)      | 88.619          |
| 2016–2017 | Arsenal                 | 2–1    | Chelsea                 | Stadionul Wembley (nou)      | 89.472          |
| 2017–2018 | Chelsea                 | 1–0    | Manchester United       | Stadionul Wembley (nou)      | 87.647          |
| 2018–2019 | Manchester City[B]      | 6–0    | Watford                 | Stadionul Wembley (nou)      | 85.854          |
| 2019–2020 | Arsenal                 | 2–1    | Chelsea                 | Stadionul Wembley (nou)      | fără spectatori |
| 2020–2021 | Leicester City          | 1–0    | Chelsea                 | Stadionul Wembley (nou)      | 20.000[C]       |
| 2021–2022 | Liverpool               | †0–0 † | Chelsea                 | Stadionul Wembley (nou)      | 84.897          |
| 2022–2023 | Manchester City         | 2–1    | Manchester United       | Stadionul Wembley (nou)      | 83.179          |
| 2023–2024 | Manchester United       | 2–1    | Manchester City         | Stadionul Wembley (nou)      | 84.814          |
| 2024–2025 | Crystal Palace          | 1–0    | Manchester City         | Stadionul Wembley (nou)      | 84.163          |

A. ^ Numărul oficial de spectatori pentru finala din 1923 a fost de 126.047, dar statisticile actuale arată că între 150.000 și 300.000 de suporteri au fost prezenți la meci.
B. ^ Manchester City a reușit chiar o triplă pe plan intern, câștigând și trofeul din Cupa Ligii, pe lângă Premier League și FA Cup.
C. ^ Numărul de spectatori pentru finala din 2021 a fost limitat la 20.000 din cauza Pandemiei de Covid-19 din Marea Britanie.

## Rezultate pe echipă
Echipele scrise cu litere italice s-au desființat. În plus, Queen's Park nu a fost eligibilă pentru Cupa Angliei după regulile date de Scottish Football Association în 1887.
| Echipă                  | Victorii | Prima finală câștigată | Ultima finală câștigată | Finale pierdute | Ultima finală pierdută | Finale jucate |
| ----------------------- | -------- | ---------------------- | ----------------------- | --------------- | ---------------------- | ------------- |
| Arsenal                 | 14       | 1930                   | 2020                    | 7               | 2001                   | 21            |
| Manchester United       | 13       | 1909                   | 2024                    | 9               | 2023                   | 22            |
| Chelsea                 | 8        | 1970                   | 2018                    | 8               | 2022                   | 16            |
| Liverpool               | 8        | 1965                   | 2022                    | 7               | 2012                   | 15            |
| Tottenham Hotspur       | 8        | 1901                   | 1991                    | 1               | 1987                   | 9             |
| Manchester City         | 7        | 1904                   | 2023                    | 7               | 2025                   | 14            |
| Aston Villa             | 7        | 1877                   | 1957                    | 4               | 2015                   | 11            |
| Newcastle United        | 6        | 1910                   | 1955                    | 7               | 1999                   | 13            |
| Blackburn Rovers        | 6        | 1884                   | 1928                    | 2               | 1960                   | 8             |
| Everton                 | 5        | 1906                   | 1995                    | 8               | 2009                   | 13            |
| West Bromwich Albion    | 5        | 1888                   | 1968                    | 5               | 1935                   | 10            |
| Wanderers               | 5        | 1872                   | 1878                    | 0               | –                      | 5             |
| Wolverhampton Wanderers | 4        | 1893                   | 1960                    | 4               | 1939                   | 8             |
| Bolton Wanderers        | 4        | 1923                   | 1958                    | 3               | 1953                   | 7             |
| Sheffield United        | 4        | 1899                   | 1925                    | 2               | 1936                   | 6             |
| Sheffield Wednesday     | 3        | 1896                   | 1935                    | 3               | 1993                   | 6             |
| West Ham United         | 3        | 1964                   | 1980                    | 2               | 2006                   | 5             |
| Preston North End       | 2        | 1889                   | 1938                    | 5               | 1964                   | 7             |
| Old Etonians            | 2        | 1879                   | 1882                    | 4               | 1883                   | 6             |
| Portsmouth              | 2        | 1939                   | 2008                    | 3               | 2010                   | 5             |
| Sunderland              | 2        | 1937                   | 1973                    | 2               | 1992                   | 4             |
| Nottingham Forest       | 2        | 1898                   | 1959                    | 1               | 1991                   | 3             |
| Bury                    | 2        | 1900                   | 1903                    | 0               | –                      | 2             |
| Huddersfield Town       | 1        | 1922                   | 1922                    | 4               | 1938                   | 5             |
| Leicester City          | 1        | 2021                   | 2021                    | 4               | 1969                   | 5             |
| Southampton             | 1        | 1976                   | 1976                    | 3               | 2003                   | 4             |
| Leeds United            | 1        | 1972                   | 1972                    | 3               | 1973                   | 4             |
| Derby County            | 1        | 1946                   | 1946                    | 3               | 1903                   | 4             |
| Royal Engineers         | 1        | 1875                   | 1875                    | 3               | 1878                   | 4             |
| Oxford University       | 1        | 1874                   | 1874                    | 3               | 1880                   | 4             |
| Blackpool               | 1        | 1953                   | 1953                    | 2               | 1951                   | 3             |
| Cardiff City            | 1        | 1927                   | 1927                    | 2               | 2008                   | 3             |
| Burnley                 | 1        | 1914                   | 1914                    | 2               | 1962                   | 3             |
| Crystal Palace          | 1        | 2025                   | 2025                    | 2               | 2016                   | 3             |
| Charlton Athletic       | 1        | 1947                   | 1947                    | 1               | 1946                   | 2             |
| Barnsley                | 1        | 1912                   | 1912                    | 1               | 1910                   | 2             |
| Notts County            | 1        | 1894                   | 1894                    | 1               | 1891                   | 2             |
| Clapham Rovers          | 1        | 1880                   | 1880                    | 1               | 1879                   | 2             |
| Wigan Athletic          | 1        | 2013                   | 2013                    | 0               | –                      | 1             |
| Wimbledon               | 1        | 1988                   | 1988                    | 0               | –                      | 1             |
| Coventry City           | 1        | 1987                   | 1987                    | 0               | –                      | 1             |
| Ipswich Town            | 1        | 1978                   | 1978                    | 0               | –                      | 1             |
| Bradford City           | 1        | 1911                   | 1911                    | 0               | –                      | 1             |
| Blackburn Olympic       | 1        | 1883                   | 1883                    | 0               | –                      | 1             |
| Old Carthusians         | 1        | 1881                   | 1881                    | 0               | –                      | 1             |
| Birmingham City         | 0        |                        |                         | 2               | 1956                   | 2             |
| Queen's Park            | 0        |                        |                         | 2               | 1885                   | 2             |
| Stoke City              | 0        |                        |                         | 1               | 2011                   | 1             |
| Millwall                | 0        |                        |                         | 1               | 2004                   | 1             |
| Middlesbrough           | 0        |                        |                         | 1               | 1997                   | 1             |
| Watford                 | 0        |                        |                         | 1               | 1984                   | 1             |
| Brighton & Hove Albion  | 0        |                        |                         | 1               | 1983                   | 1             |
| Queens Park Rangers     | 0        |                        |                         | 1               | 1982                   | 1             |
| Fulham                  | 0        |                        |                         | 1               | 1975                   | 1             |
| Luton Town              | 0        |                        |                         | 1               | 1959                   | 1             |
| Bristol City            | 0        |                        |                         | 1               | 1909                   | 1             |
| Hull City               | 0        |                        |                         | 1               | 2014                   | 1             |